# Uniše
Uniše so naselje v Občini Šentjur. V vasi se nahaja cerkev svetega Ožbolta. V zaselku Slom se je rodil škof in svetnik Anton Martin Slomšek. Njegova rojstna hiša je spomeniško zaščitena.